# Campeonato Asiático de Judo de 2005
El XVIII Campeonato Asiático de Judo se celebró en Taskent (Uzbekistán) entre el 14 y el 15 de mayo de 2005 bajo la organización de la Unión Asiática de Judo.
En total se disputaron dieciséis pruebas diferentes, ocho masculinas y ocho femeninas.

## Resultados

### Masculino
| Evento            | Oro                                 | Plata                           | Bronce                                                         |
| ----------------- | ----------------------------------- | ------------------------------- | -------------------------------------------------------------- |
| –60 kg            | Cho Nam-Suk Corea del Sur           | Tatsuaki Egusa Japón            | Lin Chueh-Chen · China Taipéi · Salamat Utarbayev · Kazajistán |
| –66 kg            | Jashbaataryn Tsagaanbaatar Mongolia | Arash Miresmaeili Irán          | Toshiaki Umetsu Japón Bang Gui-Man Corea del Sur               |
| –73 kg            | Kim Jae-Bum Corea del Sur           | Aidar Kabimollayev · Kazajistán | Rasul Boqiev Tayikistán Yusuke Kanamaru Japón                  |
| –81 kg            | Takashi Ono Japón                   | Kim Soo-Kyung Corea del Sur     | Rauf Hukmatov Tayikistán Laziz Yuldoshev Uzbekistán            |
| –90 kg            | Seigo Saito Japón                   | Batbayar Ariun-Erdene Mongolia  | Parviz Sobirov Tayikistán Ganam Al-Dikan Kuwait                |
| –100 kg           | Jang Sung-Ho Corea del Sur          | Asjat Zhitkeyev · Kazajistán    | Badarchiin Myagmardorj Mongolia Takamasa Anai Japón            |
| +100 kg           | Mohammad Reza Rodaki Irán           | Hidekazu Shoda Japón            | Utkur Salyamov · Uzbekistán · Yeldos Ijsangaliyev · Kazajistán |
| Categoría abierta | Abdullo Tangriyev Uzbekistán        | Hiroaki Takahashi Japón         | Mahmud Reza Miran · Irán · Viacheslav Berduta · Kazajistán     |

### Femenino
| Evento            | Oro                             | Plata                        | Bronce                                                        |
| ----------------- | ------------------------------- | ---------------------------- | ------------------------------------------------------------- |
| –48 kg            | Tomoko Fukumi Japón             | Kim Myong-Ok Corea del Norte | Shao Dan China Kim Young-Ran Corea del Sur                    |
| –52 kg            | An Kum-Ae Corea del Norte       | Kim Kyung-Ok Corea del Sur   | Mönjbaataryn Bundmaa Mongolia Yuki Yokosawa Japón             |
| –57 kg            | Jishigbatyn Erdenet-Od Mongolia | Juri Miyamoto Japón          | Yu Yaling China Jung Hae-Mi Corea del Sur                     |
| –63 kg            | Yoshie Ueno Japón               | Wang Chin-Fang China Taipéi  | He Xiaoli China Lee Bok-Hee Corea del Sur                     |
| –70 kg            | Mina Watanabe Japón             | Liu Shu-Yun China Taipéi     | Kalzhan Taizhanova · Kazajistán · Bae Eun-Hye · Corea del Sur |
| –78 kg            | Sae Nakazawa Japón              | Kim Ryon-Mi Corea del Norte  | Jeong Gyeong-Mi Corea del Sur Zhang Yanchun China             |
| +78 kg            | Mika Sugimoto Japón             | Yu Song China                | Mariya Shekirova Uzbekistán Jeong Ji-Won Corea del Sur        |
| Categoría abierta | Mika Sugimoto Japón             | Sagat Abikeyeva · Kazajistán | Yu Song China Mariya Shekirova Uzbekistán                     |

## Medallero
| Núm. | País            | Oro | Plata | Bronce | Total |
| ---- | --------------- | --- | ----- | ------ | ----- |
| 1    | Japón           | 8   | 4     | 4      | 16    |
| 2    | Corea del Sur   | 3   | 2     | 7      | 12    |
| 3    | Mongolia        | 2   | 1     | 2      | 5     |
| 4    | Corea del Norte | 1   | 2     | 0      | 3     |
| 5    | Irán            | 1   | 1     | 1      | 3     |
| 6    | Uzbekistán      | 1   | 0     | 4      | 5     |
| 7    | Kazajistán      | 0   | 3     | 4      | 7     |
| 8    | China Taipéi    | 0   | 2     | 1      | 3     |
| 9    | China           | 0   | 1     | 5      | 6     |
| 10   | Tayikistán      | 0   | 0     | 3      | 3     |
| 11   | Kuwait          | 0   | 0     | 1      | 1     |
|      | TOTAL           | 16  | 16    | 32     | 64    |